# Tōya Nakamura
Tōya Nakamura (japanisch 中村 桐耶 Nakamura Tōya; * 23. Juli 2000 in Hokkaido) ist ein japanischer Fußballspieler.

## Karriere
Nakamura erlernte das Fußballspielen in der Jugendmannschaft von Hokkaido Consadole Sapporo. Hier unterschrieb er auch 2018 seinen ersten Profivertrag. Der Verein aus Sapporo spielte in der höchsten Liga des Landes, der J1 League. Von August 2019 bis Januar 2021 wurde er an den Honda FC ausgeliehen. Der Verein, der in Hamamatsu beheimatet ist, spielte in der vierten japanischen Liga, der Japan Football League. Für Honda absolvierte er 17 Viertligaspiele. Im Februar 2021 kehrte er nach der Ausleihe nach Sapporo zurück. Am Ende der Saison 2024 belegte er mit Hokkaido den 19. Tabellenplatz und musste somit in die zweite Liga absteigen.

## Erfolge
Honda FC
- Japanischer Viertligameister: 2019